# Norrby, Ormsö
Norrby är en by (estniska: küla) i Estland. Den ligger på Ormsö som ligger utanför landets västkust, i Ormsö kommun och landskapet Läänemaa, 92 kilometer sydväst om huvudstaden Tallinn. Byn hade 11 invånare år 2011.
Norrby ligger på nordöstra Ormsö och angränsar till byarna Diby i väster och Söderby i söder. Norrby ligger cirka fyra meter över havet och terrängen runt Norrby är mycket platt. Åt norr ligger udden Näset (estniska: Norrby neem), Östersjön och ön Lilltjuka (jämför Tjuka). Åt öster ligger Ose sund som skiljer Ormsö från halvön Nuckö. Byn ligger cirka 6 km nordväst om ö-kommunens centralort Hullo. 
Vid Norrby är två fyrar belägna, båda byggda 1935. 
Norrby ligger på Ormsö som jämte Nuckö traditionellt har varit centrum för estlandssvenskarna. Ortnamnen på Ormsö minner om estlandssvenskarnas historia. Byn finns omnämnd som Norbw i en källa från 1540. Det estlandssvenska uttalet av byns namn är nårrbe. Ormsö avfolkades nästan helt under andra världskriget när flertalet estlandssvenskar flydde till Sverige. Åren 1977-1997 var byns officiella namn Norbi.

## Galleri

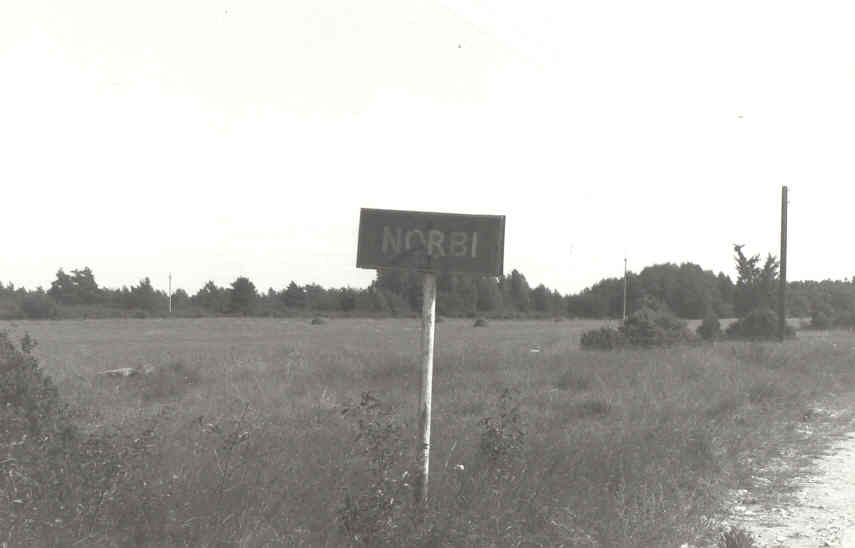
Åren 1977-1997 var byns officiella namn Norbi.
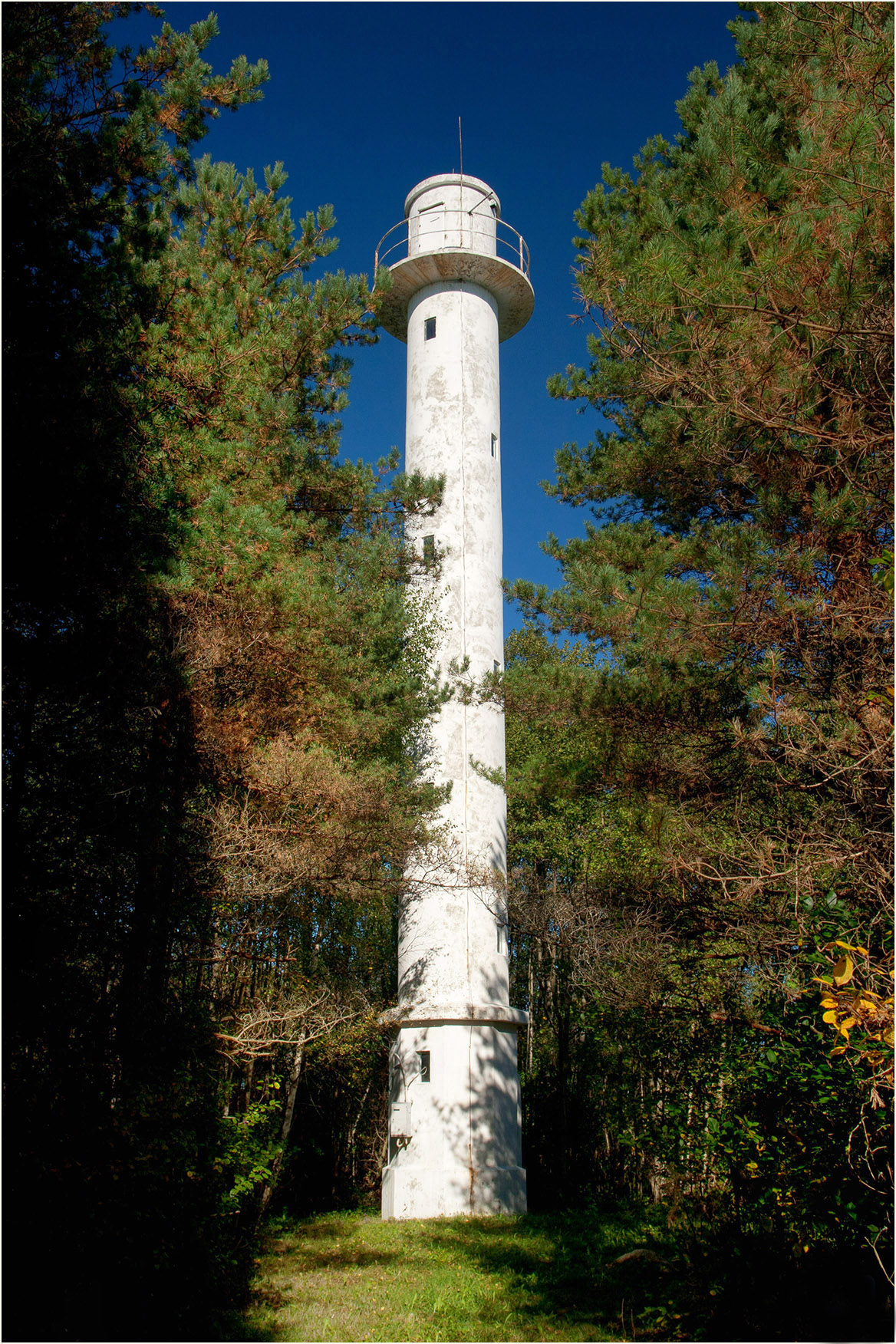
Norrbys nedre fyr är 22 meter hög.